# The Keeper of the Bees (pel·lícula de 1935)
The Keeper of the Bees és una pel·lícula estatunidenca de 1935 dirigida per Christy Cabanne i protagonitzada per Neil Hamilton i Betty Furness. Es basava en la novel·la del mateix nom, de Gene Stratton-Porter, que va aparèixer a Publishers Weekly com una de les novel·les més venudes als Estats Units el 1925.

## Argument
James "Jamie" Lewis McFarland és un veterà de la Primera Guerra Mundial, afectat als pulmons i a qui només li queden sis mesos de vida. Inspirat per una infermera de l'hospital on està ingressat, s'escapa de l'hospital amb l'ajuda d'aquesta. En el camí, coneix una jova atractiva. Fascinat pels seus ulls blaus, la segueix i es troba amb la casa d'un vell apicultor que té una salut greu.
Mentre Jamie demana atenció mèdica per a l'home, l'apicultor li indica que cuidi les seves abelles mentre estigui fora a l'hospital, assegurant-li que el seu company d'apicultura vindrà aviat per ajudar-lo. Després que s'emportin l'apicultor, el seu company es presenta com un nen petit de 10 anys, anomenat Little Scout, amb molts coneixements sobre la conservació i manteniment de les abelles. També coneix la seva veïna la senyora Campbell, una figura materna encantadora que el cuida i el tracta com si fos un fill.
Aquella nit, mentre camina, en Jamie es troba amb aquesta dona, plorant per a si mateixa. Després de suplicar-li que li digui què passa, ella admet que s'ha de casar legalment amb algú per alguna raó no revelada. Adonant-se que s'està enamorant d'ella, accepta casar-se amb ella encara que sigui legalment. Malgrat els seus millors esforços, ella es nega a dir-li el seu nom. L'endemà, es casen al jutjat, on Jamie s'assabenta que el nom de la dona misteriosa és "Louise". La dona de seguida deixa en Jamie i ell torna a les seves abelles, decebut.
Una sèrie d'esdeveniments ràpids sacsegen el seu món ràpidament: primer, l'antic apicultor cau malalt i mor, deixant sorprenentment la meitat de les seves possessions a en Jamie i l'altra meitat a Little Scout, incloses les abelles i els seus béns. Little Scout admet a en Jamie que en realitat és una noia, la qual cosa el porta a animar-la a fer el que vol com ella mateixa i no sota una disfressa. Finalment, en Jamie rep una trucada que li diu que la seva "dona" acaba de donar a llum i està malalta.
Es precipita a l'hospital i troba una dona que mai no ha conegut al llit de l'hospital, demanant disculpes per no haver-li explicat mai la situació abans de morir. Torna a casa amb un nadó i una nova confusió sobre la situació. Aviat arriba la jove amb qui està casat i li revela tota la història: que en realitat és Molly Campbell (la neboda de la senyora Campbell) i Louise és la seva cosina, la que va morir a l'hospital donant a llum. Molly necessitava un certificat de matrimoni, que va obtenir en casar-se amb Jamie com a Louise, per tal de salvar el seu cosí d'altres que la fessin vergonya per tenir un nadó fora del matrimoni. Volia guardar aquesta notícia de la seva mare per salvar-la del dolor. La senyora Campbell ho escolta de totes maneres, però decideix no revelar-ho, en lloc d'optar simplement per "tenir fe".

### Diferències respecte a la novel·la
La pel·lícula presenta temes molt menys religiosos que la novel·la, sovint ometent qualsevol referència religiosa oberta de la trama i el diàleg de la pel·lícula. Per exemple, aquest fragment de la novel·la: “No siguis amarg, Margaret. No sabem per què, mai podrem saber per què les coses passen en aquest món exactament com succeeixen; però això ho sabem: sabem que Déu és al seu cel, que és misericordiós fins al punt d'ordenar la misericòrdia; sabem que si desobeïm i prenem el nostre camí i correm contraris als seus manaments, serem amargament castigats. " és retratada a la pel·lícula per una escena de Jamie simplement abraçant la senyora Campbell i oferint-li el seu condol en lloc de citar-li o invocar cap text religiós.

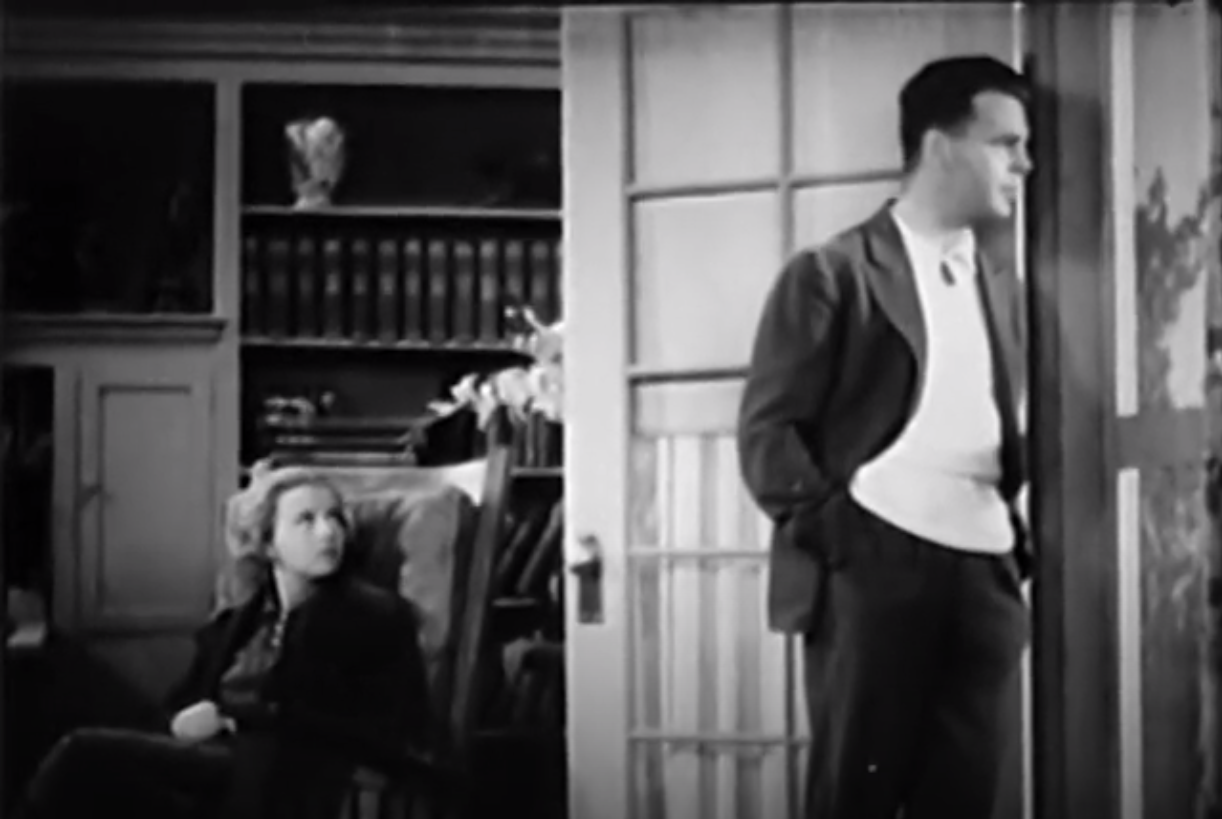
Jamie reflexiona sobre les seves opcions després de descobrir la veritable identitat de Molly

## Repartiment
- Neil Hamilton com James "Jamie" Lewis McFarland
- Betty Furness com Molly Campbell
- Emma Dunn com Margaret Campbell
- Edith Fellows com Jean Marie Meredith / Little Scout
- Hobart Bosworth com Michael
- Helen Jerome Eddy com Priscilla / Shorty
- Marion Shilling com Louise
- Barbara Bedford com enfermera
- Lafe McKee com Dr. Grayson
- George Cleveland com jutge
- William Worthington com coronel